# 船舶交通管理系统

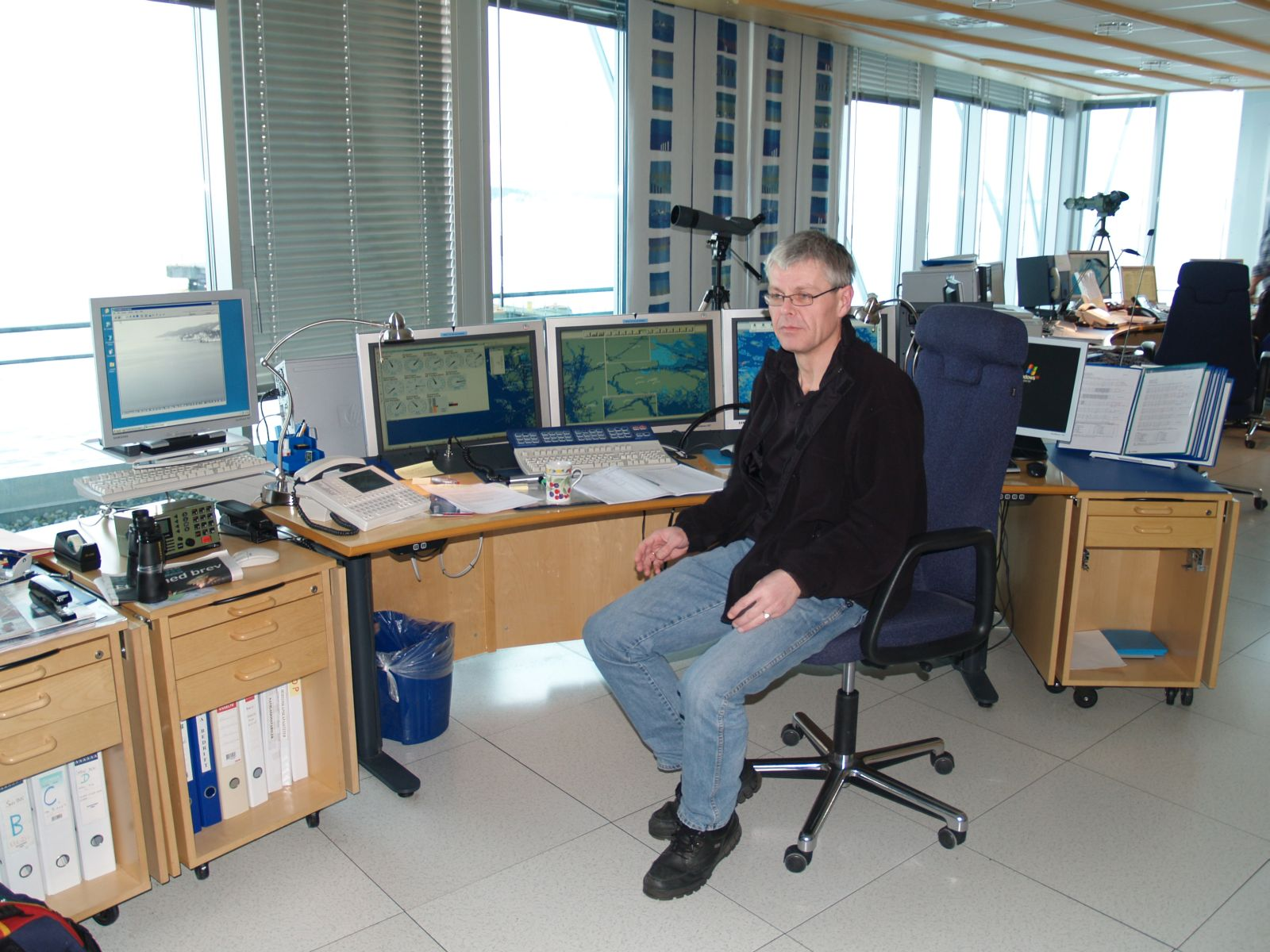
位于挪威霍滕的一个船舶交通管理系统和船员时刻中心

船舶交通管理系统（英語：Vessel Traffic Service，简称VTS），也译作船舶交通服务系统，是由港口当局建立的船舶交通监控系统，类似于飞机的空中交通管制。典型的船舶交通管理系统使用雷达、閉路電視、VHF无线电话和船舶自动识别系统来保持对船舶移动的跟踪，并在有限的距離范围内提供航行安全指引。

## 信息服务
信息服务是保障关键信息能够及时提供给船上导航决策使用的服务。通过定时、VTS认为需要的时间或应船隻请求广播信息提供。内容包括关于位置、标识和其它船只的意图、航道状况、天气、危险或其他可能影响船只航行的因素。

## 導航設施
導航設施包括:(1)指示船舶進出港口之航道及趨避危險區域，如燈塔(light house)、燈船、浮標、標樁、無線電樁、(2)信號設備:如信號台、海岸信號、夜間信號、(3)照明設備如照明燈、導航燈、(4)港務通訊系統如海岸電台、無線電通訊站。